# شهر الیند، چیهواهوا
شهر الیند، چیهواهوا (به اسپانیایی: Allende Municipality, Chihuahua) یک منطقهٔ مسکونی در مکزیک است که در ایالت چیواوا واقع شده‌است.

## خصوصیات
شهر الیند ۲٬۴۷۱٫۳ کیلومترمربع مساحت و ۸٬۲۶۳ نفر جمعیت دارد.